# USS Virginia (BB-13)
O USS Virginia foi um encouraçado pré-dreadnought da Marinha dos Estados Unidos, o navio líder de sua classe. Ele foi o quinto navio a levar este nome. O Virginia foi estabelecido em maio de 1902 na Newport News Shipbuilding na Virgínia, foi lançado em abril de 1904 e foi comissionado na frota em maio de 1906. O navio estava armado com uma bateria ofensiva de quatro canhões de 305 milímetros e oito canhões de 203 milímetros, sendo capaz de atingir uma velocidade máxima de 19 nós (35 quilômetros por hora).
Durante todo o seu tempo de serviço, o Virginia serviu na Frota do Atlântico, realizando exercícios de treinamento em tempo de paz para manter a prontidão da frota. Em 1907–1909, ele participou do cruzeiro da Grande Frota Branca ao redor do mundo. Ele esteve envolvido na intervenção americana na Revolução Mexicana em 1913–1914, incluindo a ocupação de Veracruz. Depois que os Estados Unidos entraram na Primeira Guerra Mundial em abril de 1917, ele foi usado primeiro para treinar artilheiros para a frota de guerra em expansão e depois para escoltar comboios para a Europa. Durante este período, ele serviu brevemente como a capitânia da 1.ª e 3.ª divisões. Depois que a guerra terminou em novembro de 1918, ele foi designado para a operação de transporte de soldados americanos de volta da França. O Virginia foi desativado em 1920 e acabou sendo usado como navio-alvo em 1923, sob os termos do Tratado Naval de Washington.

## Projeto
O trabalho de design na classe Virginia começou em 1899, após a vitória dos Estados Unidos na Guerra Hispano-Americana, que havia demonstrado a necessidade de encouraçados adequados para operações no exterior, resolvendo finalmente o debate entre os proponentes desse tipo e aqueles que favoreciam encouraçados de borda livre baixa com uso na defesa costeira. Os projetistas incluíram um arranjo sobreposto dos canhões principais e alguns dos canhões secundários, o que provou ser uma decepção significativa em serviço, já que o disparo de qualquer conjunto de canhões interferia nos outros, diminuindo a cadência de tiro.
O Virgínia tinha 134,49 metros de comprimento total e tinha uma boca de 23 metros e um calado de sete metros. Ele deslocava 15 188 toneladas conforme projetado e até 16 352 toneladas em plena carga. O navio era movido por motores a vapor de expansão tripla de dois eixos avaliados em 19 mil cavalos de potência, com vapor fornecido por vinte e quatro caldeiras Niclausse movidas a carvão. O sistema de propulsão proporcionava uma velocidade máxima de dezenove nós (35 quilômetros por hora). Como construído, ele foi equipado com mastros militares pesados, mas estes foram rapidamente substituídos por equivalentes treliçados em 1909. Ele tinha uma tripulação de 812 oficiais e praças.
O navio estava armado com uma bateria principal de quatro canhões Mark IV de 305 milímetros, com 40 calibres de comprimento, em duas torres gêmeas na linha central, uma à frente e uma à ré. A bateria secundária consistia em oito canhões de 203 milímetros, com 45 calibres de comprimento, e doze canhões de 152 milímetros, com 50 calibres de comprimento. Os canhões de 203 milímetros foram montados em quatro torres gêmeas; duas delas foram sobrepostas no topo das torres da bateria principal, com as outras duas torres lado a lado com o funil dianteiro. Os canhões de 152 milímetros foram colocados em casamatas no casco. Para defesa de curto alcance contra barcos torpedeiros, ele carregava doze canhões de 76 milímetros, com 50 calibres de comprimento, montados em casamatas ao longo da lateral do casco e doze canhões de 3 libras. Como era padrão para os navios capitais da época, o Virginia carregava quatro tubos de torpedos de 533 milímetros, submersos em seu casco na lateral.
O cinturão blindado do Virgínia tinha 279 milímetros de espessura sobre os paióis e espaços de máquinas e 152 milímetros em outros lugares. As faces das torres de canhão da bateria principal (e das torres secundárias em cima delas) possuíam 305 milímetros de espessura. Cada torre repousava sobre uma barbeta de apoio que tinha 254 milímetros de blindagem. A torre de comando tinha 229 milímetros em seus lados.

## Histórico de serviço

### Construção e Grande Frota Branca

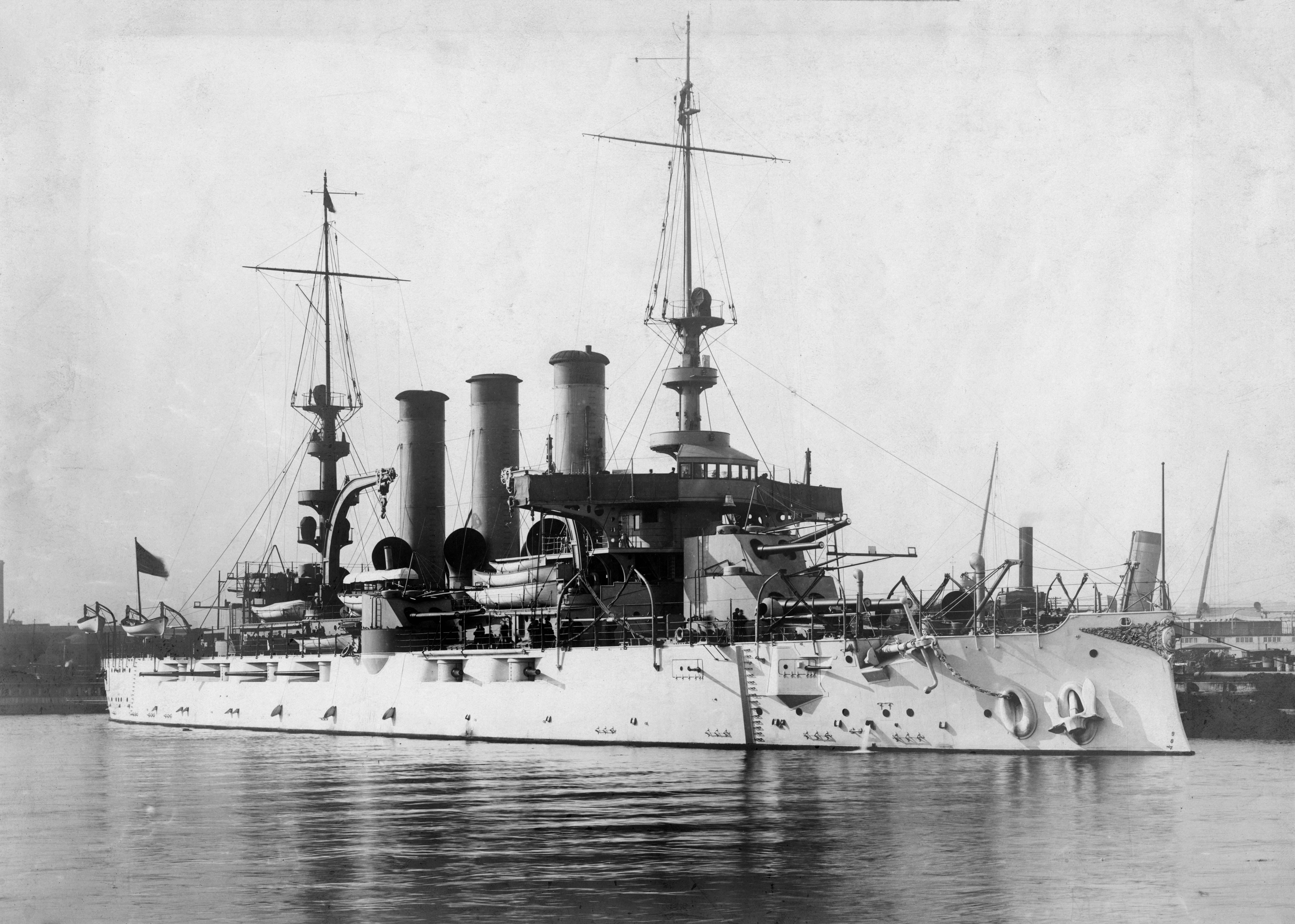
O Virgínia no porto c. 1906–1907

O Virginia teve sua quilha batida no Newport News Shipbuilding em 21 de maio de 1902 e foi lançado em 5 de abril de 1904. Ele foi comissionado para o serviço ativo em 7 de maio de 1906. O capitão Seaton Schroeder foi o primeiro comandante do navio. O Virginia iniciou um cruzeiro de treino na Baía de Chesapeake, Virginia, para Newport, Rhode Island, depois para Long Island, Nova York, antes de chegar a Bradford, Rhode Island em 9 de agosto. Os testes de mar seguiram Rockland, Maine, em que o navio registrou uma velocidade oficial de dezenove nós, antes de seguir para Oyster Bay, Long Island, onde foi revistado pelo presidente Theodore Roosevelt de 2 a 4 de setembro. O navio voltou para seu cruzeiro. Nesse ínterim, uma revolução havia começado em Cuba contra o presidente T. Estrada Palma, que solicitou a intervenção dos Estados Unidos para proteger seu governo. O Virginia foi enviado em 15 de setembro para proteger Havana de um ataque; ele permaneceu lá de 21 de setembro a 13 de outubro, quando voltou para Sewell's Point, Virgínia.
O Virginia então seguiu para Norfolk, onde abasteceu antes de continuar para Tompkinsville, Staten Island. Ele então navegou para o New York Navy Yard e foi para a doca seca para pintar o fundo de seu casco. O navio voltou ao Norfolk Navy Yard para reparos que duraram de 3 de novembro de 1906 a 18 de fevereiro de 1907, após uma colisão com o navio a vapor Monroe no canal Norfolk-Cabo Henry. O acidente causou danos significativos a ambas as embarcações e foi alegado que a direção do Virginia não funcionou bem, contribuindo para o acidente. Um dispositivo de controle de incêndio foi instalado entre 19 de fevereiro e 23 de março. O Virginia então voltou a Cuba, chegando à Baía de Guantánamo em 28 de março. Ele conduziu treinamento de artilharia ao largo de Cuba até 10 de abril, quando partiu para Hampton Roads, Virgínia, onde permaneceu de 15 de abril a 15 de maio. Nesse período, ele participou da Exposição de Jamestown para comemorar o 300º aniversário da colônia de Jamestown. Uma frota internacional que incluía navios de guerra britânicos, franceses, alemães, japoneses e austro-húngaros juntou-se à Marinha dos Estados Unidos no evento. Em meados de maio, o navio foi para o Norfolk Navy Yard para reparos, que duraram até o início de junho. De 7 a 13 de junho, ele participou de uma revista naval para Roosevelt em Hampton Roads. A prática de tiro ao alvo ocorreu na baía de Cape Cod de meados de junho a meados de julho. O Virginia e o resto de sua divisão cruzaram a costa leste, parando em Newport, Nova York e Provincetown, seguido de treinamento de batalha noturno na baía de Cape Cod.

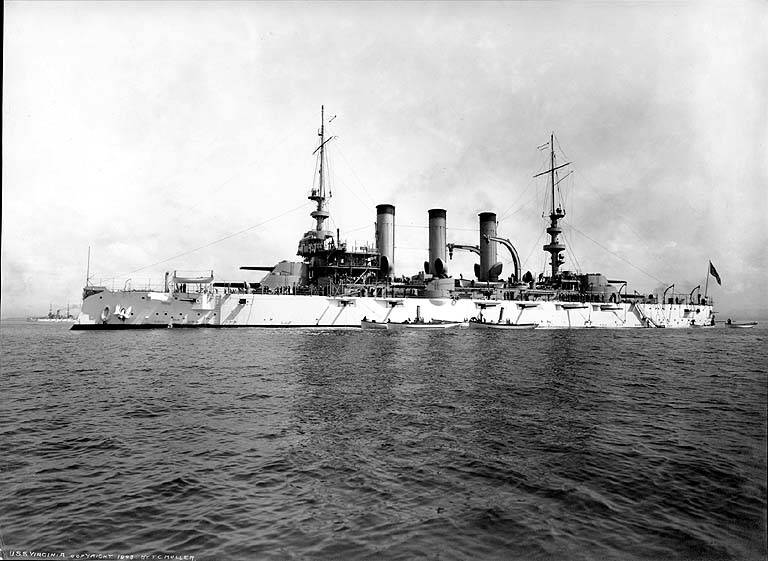
O Virginia em 1908

Em setembro de 1907, o Virginia voltou ao Norfolk Navy Yard para manutenção, que durou de 24 de setembro a 24 de novembro. Aqui que ele foi equipado com alguns dos primeiros equipamentos de rádio de curto alcance transportados por navios, destinados ao uso durante a próxima circum-navegação do globo. Posteriormente, ele se mudou para o New York Navy Yard para reparos adicionais antes de retornar a Hampton Roads em 6 de dezembro. Nos dez dias seguintes, a tripulação do navio fez os preparativos para uma circum-navegação do globo pela Grande Frota Branca. O cruzeiro da Grande Frota Branca foi concebido como uma forma de demonstrar o poder militar americano, particularmente para o Japão. As tensões começaram a aumentar entre os Estados Unidos e o Japão após a vitória deste último na Guerra Russo-Japonesa em 1905, particularmente sobre a oposição racista à imigração japonesa para os Estados Unidos. A imprensa de ambos os países começou a clamar pela guerra, e Roosevelt esperava usar a demonstração de poderio naval para deter a agressão japonesa.
Em 17 de dezembro, a frota partiu de Hampton Roads, e navegou para o sul até o Caribe e depois para a América do Sul, fazendo paradas em Port of Spain, Rio de Janeiro, Punta Arenas e Valparaíso, entre outras cidades. Depois de chegar ao México em março de 1908, a frota passou três semanas praticando artilharia. A frota então retomou sua viagem pela costa do Pacífico das Américas, parando em São Francisco e Seattle antes de cruzar o Pacífico para a Austrália, parando no Havaí no caminho. As paradas no Pacífico Sul incluem Melbourne, Sydney e Auckland.
Após deixar a Austrália, a frota virou para o norte para as Filipinas, parando em Manila, antes de seguir para o Japão, onde uma cerimônia de boas-vindas foi realizada em Yokohama. Seguiram-se três semanas de exercícios na Baía de Subic, Filipinas, em novembro. Os navios passaram por Cingapura em 6 de dezembro e entraram no Oceano Índico; eles carvoaram em Colombo antes de prosseguir para o Canal de Suez e carvoar novamente em Porto Saíde, Egito. A frota fez escala em vários portos do Mediterrâneo antes de parar em Gibraltar, onde uma frota internacional de navios de guerra britânicos, russos, franceses e holandeses saudou os americanos. Os navios então cruzaram o Atlântico para retornar a Hampton Roads em 22 de fevereiro de 1909, tendo percorrido 86 542 quilômetros. Lá, eles realizaram uma revista naval para Roosevelt.

### 1909–1916

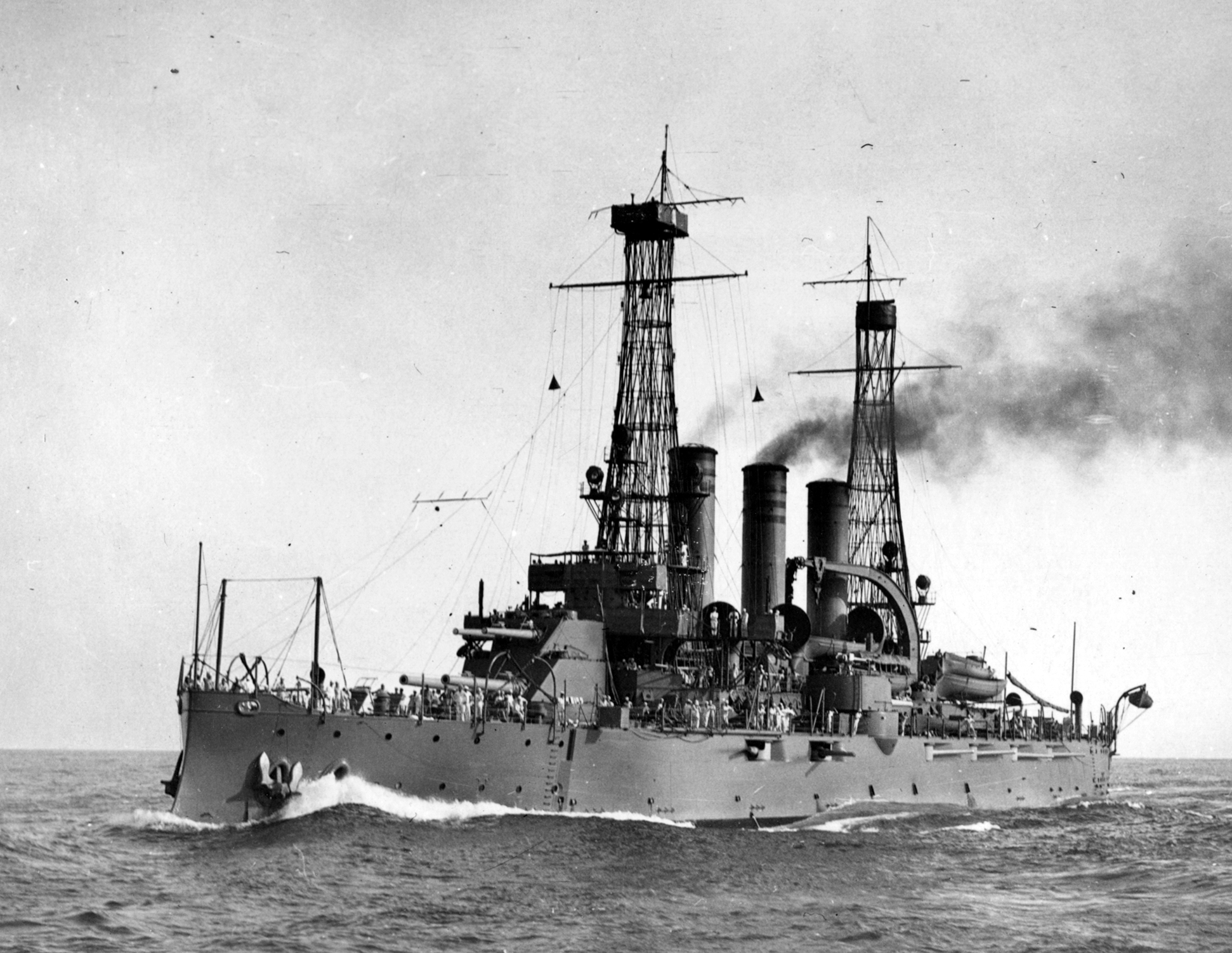
Virgínia, por volta de 1910–1913

A partir de 26 de fevereiro, o Virginia entrou em doca seca no Norfolk Navy Yard para reparos após a viagem de dois anos. O navio precisou de extensa manutenção, que durou até 26 de junho. Os quinze meses seguintes foram gastos conduzindo a rotina normal de treinamento em tempos de paz, com várias manobras ao largo de Virginia Capes e Newport. No final de 1909, o Virginia e outros navios da Frota do Atlântico cruzaram o Atlântico para visitar Brest, na França, e Gravesend, na Inglaterra; as visitas duraram de 15 de novembro a 7 de dezembro em Brest e de 8 a 29 de dezembro em Gravesend. A frota retornou à Baía de Guantánamo para manobras, que duraram de 13 de janeiro a 13 de março de 1910. O Virginia então voltou ao cabo Virginia para mais exercícios. Ele e seu navio irmão Georgia partiram em 11 de abril, com destino ao Boston Navy Yard, chegando no dia 13 para mais uma rodada de manutenção periódica. Os reparos no Virgínia duraram até 24 de maio, quando o navio partiu para Provincetown. Lá, ela experimentou equipamentos para carvão enquanto navegava com o mineiro Vestal e conduzia treinamento de torpedo. Ele estava de volta a Boston em 18 de junho.
Nos três anos seguintes, o Virginia aderiu à rotina de treinamento em tempos de paz com poucas interrupções. Em 1913, as condições no México durante a Revolução Mexicana começaram a piorar e a Marinha dos Estados Unidos começou a enviar navios de guerra ao país. O Virginia operou lá em Tampico e Veracruz de 15 de fevereiro de 1913 a 15 de março, antes de retornar à costa leste dos Estados Unidos para mais treinamento. Em maio, ele participou de uma cerimônia de inauguração do Monumento Nacional do USS Maine. O Virginia estava de volta às águas mexicanas em 4 de novembro, quando chegou a Veracruz; ele cruzou as águas mexicanas até janeiro de 1914, quando partiu para Cuba. Lá, ele conduziu manobras de frota até meados de março, seguidas de exercícios de treinamento adicionais em Cabo Virginia e treinamento de artilharia na Baía de Chesapeake. Este último incluiu disparar contra os destroços do San Marcos (antigo encouraçado Texas). A maior parte de abril foi gasta no Boston Navy Yard para reparos.
Nesse ínterim, os Estados Unidos ocuparam Veracruz após o incidente de Tampico. O Virginia foi enviado para lá para apoiar as operações contra o México após sair do estaleiro, chegando em 1 de maio. Ele permaneceu lá até o início de outubro, interrompido apenas pela prática de artilharia de 18 de setembro a 3 de outubro na Baía de Guantánamo. Depois de partir de Veracruz em outubro, ele voltou para a costa leste dos Estados Unidos, onde permaneceu até o início de 1916. Em 20 de março, ele foi colocado na reserva no Boston Navy Yard para uma grande reforma; ele ainda estava passando por reparos em abril de 1917, quando os Estados Unidos declararam guerra à Alemanha, entrando na Primeira Guerra Mundial.

### Primeira Guerra Mundial

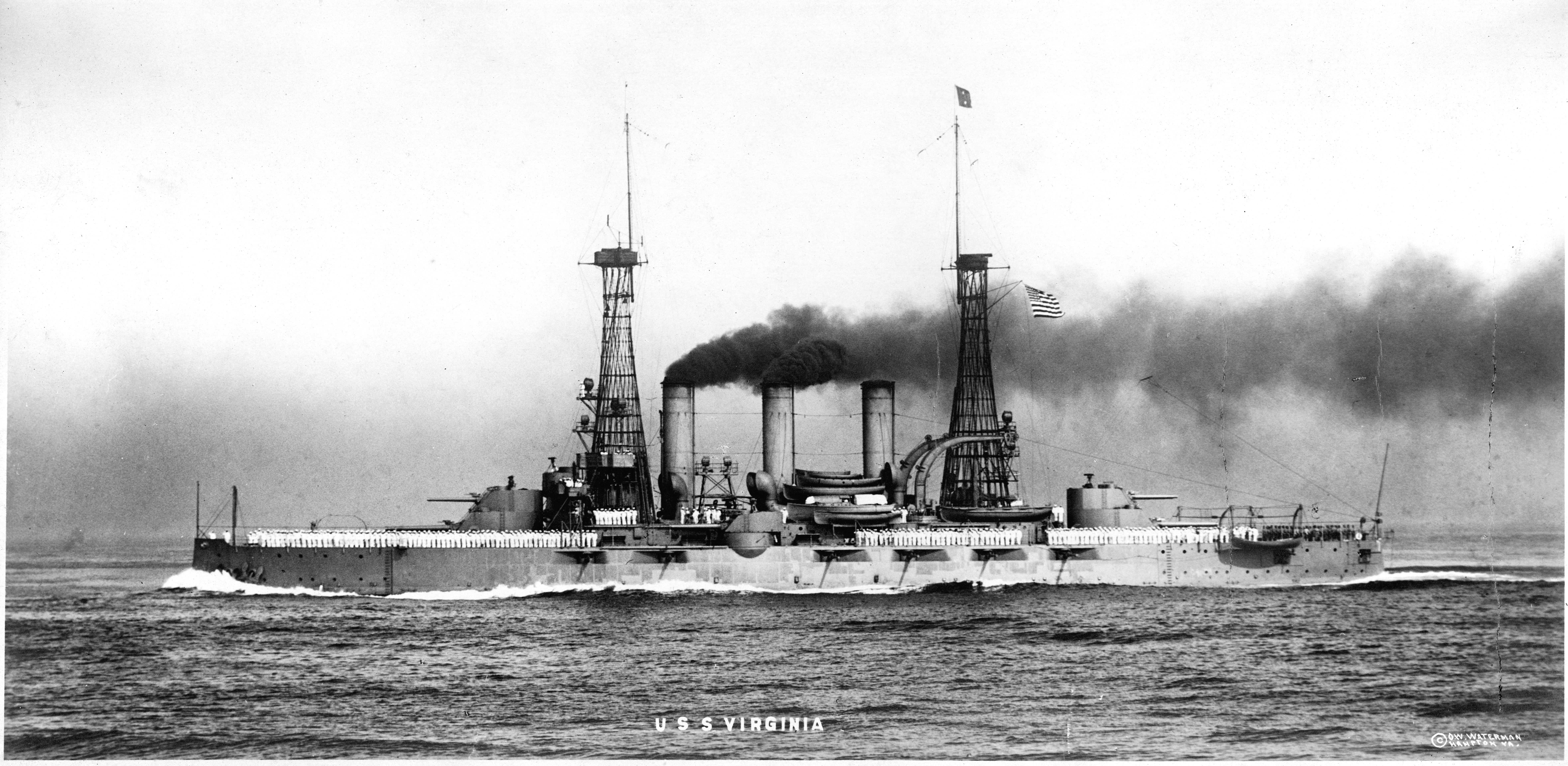
Virgínia em andamento c. 1914–1916

Após a entrada dos Estados Unidos na guerra, a Marinha dos Estados Unidos apreendeu todos os navios mercantes alemães que haviam sido internados no início do conflito. A tripulação do Virginia embarcou em vários navios alemães em Boston, incluindo Amerika, Cincinnati, Wittekind, Köln e Ockenfels. O trabalho de reparo no Virgínia foi finalmente concluído em 27 de agosto, permitindo que o navio navegasse para Port Jefferson, Nova York, onde se juntou à 3ª Divisão da Força de Couraçada da Frota do Atlântico. Ele serviu como navio de treinamento de artilharia no ano seguinte. O almirante Albert W. Grant, comandante da Força de Encouraçados, reclamou que os homens sob seu comando eram muito mal treinados. Ele relatou que 87 por cento dos homens alistados do Virgínia nunca serviram a bordo de um navio de guerra, e a maioria dos oficiais não tinha treinamento suficiente. Durante este período, ele teve duas breves passagens como nau capitânia, a primeira em dezembro como a nau capitânia da 1.ª Divisão sob o comando do contra-almirante John A. Hoogewerff, e a segunda como comandante da 3ª Divisão do contra-almirante Thomas Snowden.
No final de 1918, o Virginia foi reformado no Boston Navy Yard, após o que foi encarregado de escoltar comboios no meio do Atlântico para pontos de encontro onde outras escoltas os levariam para a França. Seu primeiro comboio — um comboio de tropas com 12.176 soldados a bordo — deixou Nova York em 14 de outubro. Ele escoltou outro comboio em 12 de novembro, embora a Alemanha tenha assinado o armistício que encerrou os combates na Europa no dia anterior. Com o fim da guerra, o Virgínia estava equipado para transportar soldados americanos de volta da França; as modificações incluíram beliches extras e refeitórios. Em 17 de dezembro, ele partiu de Norfolk em sua primeira de cinco viagens para Brest, na França. Esta viagem foi feita em companhia de seu navio irmão Rhode Island, e os dois navios chegaram a Brest em 30 de dezembro. Eles enfrentaram 2.043 soldados antes de partir três dias depois. Sua última viagem terminou em 4 de julho de 1919 em Boston, e durante as cinco viagens, ele carregou 6.037 soldados de volta aos Estados Unidos.

### Destino

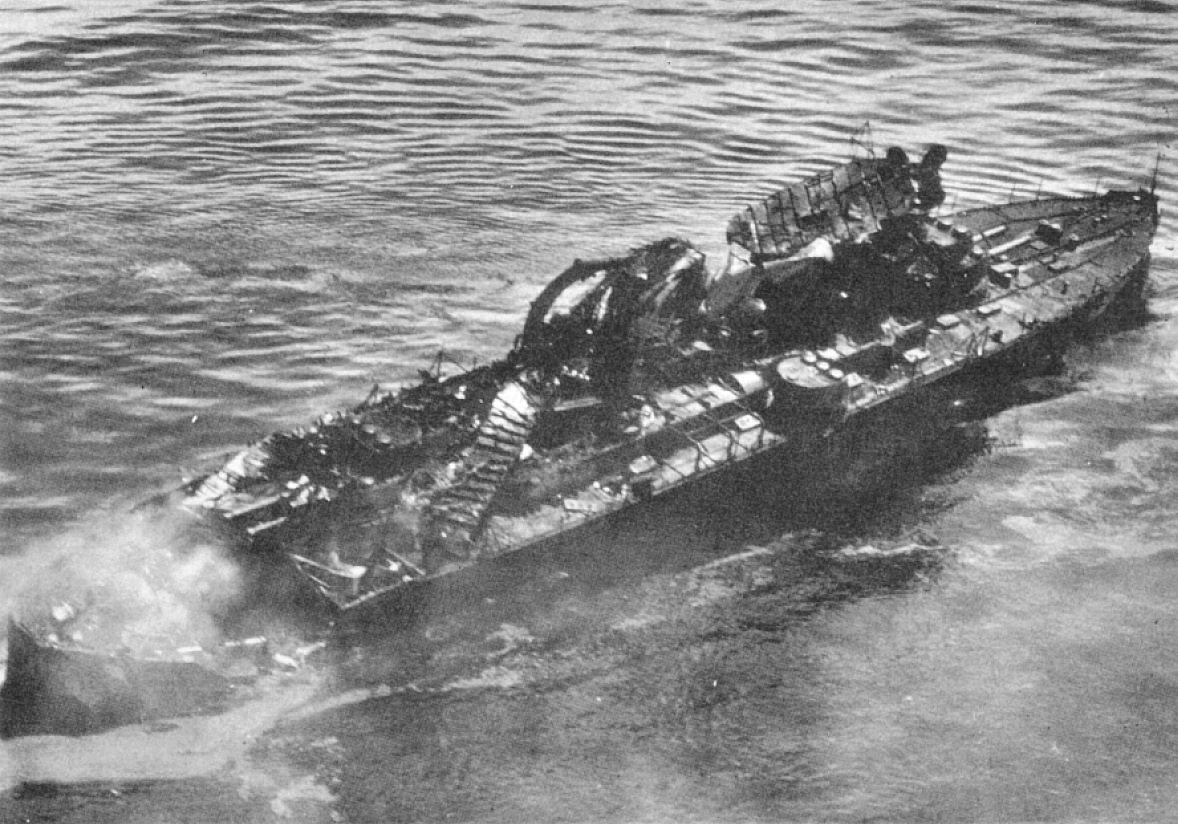
Virgínia após o teste de bombardeio aéreo, pouco antes de afundar

O Virginia batizou a doca seca da Commonwealth em Boston em janeiro de 1920, deslizando por um colar de flores pendurado em sua entrada e "cortando a fita" para a importante instalação, e então permaneceu lá por um ano, sendo reclassificado como BB-13 em 17 de julho de 1920 e desativado em 13 de agosto. De acordo com os termos do Tratado Naval de Washington de 1922, que exigia cortes significativos na força naval, o Virgínia deveria ser descartado; ele foi inicialmente colocado à venda em 12 de julho de 1922, mas a Marinha transferiu o navio para o Departamento de Guerra em 6 de agosto de 1923. Em vez disso, o Virginia seria usado como um navio-alvo para testes de bombardeio, junto com seu irmão New Jersey e o encouraçado Alabama. Esses testes seriam realizados em cooperação com o Serviço Aéreo Americano, sob a supervisão do General Billy Mitchell.
Em 5 de setembro, o Virgínia e o New Jersey foram ancorados ao largo do farol Diamond Shoals, ao largo do Cabo Hatteras, Carolina do Norte para os testes, que foram conduzidos pelos bombardeiros Martin NBS-1 do 2º Grupo de Bombardeio. Observadores estavam a bordo do navio de transporte do Exército St. Mihiel. Os bombardeios começaram pouco antes das 9h e, no terceiro ataque, sete NBS-1 lançaram um par de bombas de 500 kg cada, marcando dois acertos que causaram danos extensos. A explosão destruiu a ponte e derrubou os dois mastros e as três chaminés. O resto das bombas caiu perto do navio, causando grandes danos subaquáticos. Em vinte minutos, o Virgínia virou e dez minutos depois, deslizou sob as ondas afundando a noventa metros, juntando-se ao New Jersey, que havia afundado naquele dia.